# 斯大林格勒 (2013年电影)
《斯大林格勒》（俄语：Сталинград）是一部费多尔·邦达尔丘克执导的俄罗斯战争片，是首部俄罗斯3D电影，也是首部俄罗斯IMAX作品。2013年10月10日上映。影片描写了1942年11月斯大林格勒会战中的一场城中巷战，以及巷战中的苏德双方的两段爱情。本片代表俄罗斯角逐第86届奥斯卡金像奖最佳外语片，最终没有获得提名。

## 剧情
故事采用倒叙手法。2011年日本大地震，一名德国女孩被压在水泥巨柱下颤抖而绝望，她不停哭喊：“我很想念我爸爸。”为了稳定她的情绪，一名来自俄罗斯的派遣救援队员缓缓对她讲述了自己“五个老爹”的故事：
1942年秋天的史達林格勒戰役，苏联军队向盘踞在伏尔加河左岸的德国军队反攻受阻，只有格罗莫夫大尉率领的几名侦察兵到了对岸，并受命固守在一栋3层楼的房子里，因此结识了房子的最后一个住户、19岁的少女卡嘉，他们之间发生了一系列人性冲突和温暖故事。另一方面，一名德国上尉卡恩率领手下攻下这座房子成为他必须完成的一个任务，他还与一位长相酷似其妻的俄国中年女子玛莎发生了感情。双方战士在这场枪林弹雨中体會着战争的残酷和人性的冲突。

## 角色
- Pyotr Fyodorov - Gromov，苏军大尉
- Dmitriy Lysenkov - Chavanov
- Alexey Barabash - Nikiforov
- Andrey Smolyakov - Polyakov
- Sergey Bondarchuk Jr. - Sergey Astakhov
- Oleg Volku - Krasnov
- Philippe Reinhardt - Gottfried
- Georges Devdariani - Klose
- Maria Smolnikova - Katya，19岁的苏联少女，她是这场巷战中唯一存活下来的人
- 托馬斯·克萊舒曼 - Peter Kahn，德军上尉
- Yanina Studilina - Masha，苏联中年女子，受到Kahn的喜欢和照顾，最终被一名苏联狙击手打死
- Heiner Lauterbach - Hans
- Polina Raikina - Natashka
- Yuri Nazarov - Navodchik

## 制作
首次拍摄始于2011年秋季，用900名演员持续了17天的时间拍摄了两场主要的战争。主体拍摄发生在2012年5月至7月27日。大场面主要在圣彼得堡附近进行。总预算为3000万美元，耗时6个月完成。
导演费多尔·邦达尔丘克与德国演员托马斯·克莱舒曼以前曾演过斯大林格勒战争电影，托马斯演的是1993年的德国电影，费多尔演的是1989年的俄国作品。
3D拍摄技术由美国公司3ALITY digital提供的机器完成，采用IMAX3D、3D和2D普遍版三种方式上映。

## 评价
影片收获了大多正面评价，认为是一部反思战争和人性的战争佳片，如战争场面宏大震撼而残酷，战争中的温暖涓细却感人，沉重缓慢的音乐使得整部影片都沉浸在一种催人泪下的悲壮诗意中。尽管本片没有呈现出整个战争的大格局，3000万美元能够呈现如此的效果、如此的品质已属难能可贵。本片“在视听效果、人物关系等方面为这类电影赋予了新意，最值得称道的是对人物心理的细腻刻画，台词的留白为观众留下了想象空间。缺点是片头片尾的地震救援感觉和故事没有必要联系，处理简单化了；另外，一些段落煽情成分不够，在不该克制的时候选择克制会让影片有所失分。”

## 票房
俄罗斯本土首周票房超越《阿凡达》，最终累计5203万美元创造俄国票房新纪录。中国大陆首周四天收获5200万人民币名列第一位，次周收1700万列第四位。美国首周末在308家IMAX影院收入50万美元，最终成绩超过了100万美元。
| 上一届： 《金鋼狼：武士之戰》 | 2013年中国内地一周票房冠军 第44周 | 下一届： 《雷神2》 |